# Baćina-Seen
Die Baćina-Seen (kroatisch Baćinska jezera) befinden sich im Süden Kroatiens. Dort bilden mehrere Seen bei der Ortschaft Baćina nahe der Stadt Ploče auf der rechten Seite der Deltamündung der Neretva in der Gespanschaft Dubrovnik-Neretva eine Seenlandschaft.
Die Seen erstrecken sich auf einer Fläche von 138 Hektar und bilden aufgrund der Meeresnähe eine Kryptodepression.
Sechs der sieben Seen, die in einem Karstgebiet liegen, sind miteinander verbunden. Die Seen tragen die Bezeichnungen Oćuša, Crniševo, Podgora, Sladinac, Vrbnik, Šipak und Plitko jezero. Der flächenmäßig größte See ist die Oćuša. Die Seen weisen eine Tiefe zwischen 5 und 34 Meter auf. Am tiefsten ist mit 34 Metern der See Crniševo.